# Caryophyllia cornulum
Espèce
Statut CITES
Caryophyllia cornulum est une espèce de coraux de la famille des Caryophylliidae.

## Description et caractéristiques
Selon la description originale de l'espèce, C. cornullum présente un corallum en forme de corne, non fixé, et rarement courbé à plus de 45°. La base est souvent érodée. La taille du corallum varie de petite à moyenne, mesurant environ 15,3 x 17,9 mm en diamètre caliculaire et 16,5 mm en hauteur sur l'holotype. Les spécimens japonais sont plus grands, atteignant jusqu'à 27 mm en GCD. Le calice est légèrement elliptique et les costae sont bien préservées près du calice, mais érodées en dessous de 2 mm du bord caliculaire.
L'arrangement des septa est variable, avec des configurations communes comme 14:14:28 et 14 pali. Les septa primaires ne s'étendent pas beaucoup au-delà de leur point d'origine ou de leur base, s'étendant à mi-chemin de la columella, tandis que les septa secondaires et tertiaires forment une marge caliculaire basse et dentelée. Une couronne de 12 à 18 pali larges précède les septa secondaires, et la columella est fasciculée, composée de plusieurs éléments tordus, souvent disposés en ligne.

## Habitat et répartition
Cette espèce est présente en Indonésie et au Japon,, et se rencontre entre 1 525 et 2 603 m de profondeur.

## Systématique
Le nom valide complet (avec auteur) de ce taxon est Caryophyllia (Caryophyllia) cornulum Cairns & Zibrowius, 1997.
Caryophyllia (Caryophyllia) cornulum a pour synonyme :
- Caryophyllia cornulum Cairns & Zibrowius, 1997

## Étymologie
Le nom de genre Caryophyllia est formé à partir du préfixe « caryo- », qui provient du grec « κάρυον » signifiant « noix » ou « noyau ». Ce préfixe est utilisé dans le domaine de la biologie et des sciences naturelles, notamment en botanique et en zoologie. En zoologie, « caryophyllie » désigne un « polypier pierreux », comme mentionné par Jean-Baptiste Lamarck dans son ouvrage « Philosophie zoologique » publié en 1809.
Le nom d'espèce (du latin cornulum, petit cor) fait référence à la forme du corallum.

## Publication originale
- (en) S.D. Cairns et H. Zibrowius, « Cnidaria Anthozoa: Azooxanthellate Scleractinia from the Philippine and Indonesian regions » in A. Crosnier, et al. (Ed.) « Résultats des Campagnes MUSORSTOM 16. Campagne Franco-Indonésienne KARUBAR », Mémoires du Muséum national d'Histoire naturelle, Série A, Zoologie, 1997, vol. 172, p. 27-244 (lire en ligne).

## Menaces
Cette espèce est citée à l'annexe II de la CITES qui comprend des espèces qui, bien que non menacées d'extinction, nécessitent un commerce contrôlé pour éviter leur surexploitation, permettant ainsi des permis d'exportation sous certaines conditions,.